# American Association of State Colleges and Universities
De American Association of State Colleges and Universities (AASCU) is een Amerikaanse organisatie van universiteiten en hogescholen die steun ontvangen van een Amerikaanse deelstaat. Leden van AASCU reiken bachelor-, master- en/of doctoraatsdiploma's uit en streven ernaar hoger onderwijs beschikbaar te maken voor alle burgers.
De organisatie werd in 1951 opgericht als de Association of Teacher Education Institutions. De organisatie is gevestigd in de hoofdstad Washington D.C.